# Aeroportul Internațional Roman Tmetuchl
Aeroportul Internațional Roman Tmetuchl (IATA: ROR, ICAO: PTRO, FAA LID: ROR) este un aeroport din Airai⁠(d), Palau ce deservește zona Airai⁠(d). Aeroportul a fost tranzitat în 2021 de 13.393 de pasageri.
Situat la o altitudine de 54 m, aeroportul dispune de 1 pistă.

## Infrastructură

### Piste
Aeroportul dispune de o singură pistă. Pista are orientarea 09/27.